# Hexamethylphosphorsäuretriamid
Hexamethylphosphorsäuretriamid (kurz HMPT) ist eine stark krebserregende organische Verbindung aus der Stoffgruppe der Phosphorsäureamide. Es wurde früher gerne wegen seiner guten Lösemitteleigenschaften als Lösungsmittel in der Organischen Chemie bei Synthesen eingesetzt, jedoch ist man aufgrund der Gesundheitsgefährdung davon abgekommen und es wird dringend abgeraten, es zu nutzen. HMPT befindet sich auf der Liste der besonders gefährlichen krebserregenden Stoffe im Anhang der Gefahrstoffverordnung. Das aprotisch-polare Lösungsmittel löst sowohl anorganische als auch organische Verbindungen, viele Kunststoffe und auch Gase.

## Darstellung und Gewinnung
Hexamethylphosphorsäuretriamid kann durch die Umsetzung von Phosphoroxychlorid mit Dimethylamin hergestellt werden.
{\displaystyle {\ce {OPCl3 + 3HN(CH3)2 ->2 OP(N(CH3)2)3 + 3HCl}}}

## Eigenschaften
Hexamethylphosphorsäuretriamid ist eine farblose Flüssigkeit, die einen Schmelzpunkt von 7 °C und unter Normaldruck einen Siedepunkt von 233 °C besitzt. Die Verbindung ist mit Wasser vollständig mischbar. Die Wärmekapazität beträgt bei 25 °C 321,3 J·mol−1·K−1 bzw. 1,793 J·g−1·K−1. Bei erhöhter Temperatur können entzündbare Dampf-Luft-Gemische gebildet werden. Der Flammpunkt liegt bei 105 °C. Die Zündtemperatur beträgt 230 °C. Der Stoff fällt somit in die Temperaturklasse T3.

## Verwendung
In der Reihe DMF, DMSO und HMPT ist HMPT das beste aprotisch-polare Lösungsmittel. Daher wird es in der organischen Synthese verwendet. Nachteilig ist jedoch, dass es sich bei dem Stoff um eine besonders gefährliche krebserzeugende und erbgutverändernde Substanz (in Kategorie 1B) handelt. Daher darf der Stoff nach Anhang II Nr. 6 der deutschen GefStoffV nur in geschlossenen Anlagen hergestellt oder verwendet werden. Aufgrund der krebserzeugenden Eigenschaften wird HMPT im Laborjargon mitunter auch als liquid cancer („flüssiger Krebs“) bezeichnet. Aufgrund der toxischen Eigenschaften wird versucht, HMPT durch andere Lösungsmittel – insbesondere die oben genannten, oder die Harnstoffderivate Dimethylpropylenharnstoff (DMPU) und 1,3-Dimethyl-2-imidazolidinon (DMI) – zu ersetzen. Weitere Ersatzstoffe sind N-Methyl-2-pyrrolidon (NMP), Sulfolan und Kohlensäureester.

## Sicherheitshinweise
Die Verbindung hat sich im Tierversuch als eindeutig krebserzeugend erwiesen. Es wird durch die Haut resorbiert. HMPT bewirkt die innere Verbrückung von DNA-Doppelsträngen. Die enzymatische Verstoffwechselung von HMPT mittels Cytochrom P450 führt zur N-Demethylierung und in der Folge zur oxidativen Bildung von Formaldehyd. Das hohe krebserzeugende Potenzial des Phosphoramids könnte herrühren aus dem Zusammenwirken innerzellulärer Formaldehyd-Freisetzung und zusätzlicher Mitogenese-Stimulation.